# Epitola badia
Epitola badia är en fjärilsart som beskrevs av Kirby 1887. Epitola badia ingår i släktet Epitola och familjen juvelvingar. Inga underarter finns listade i Catalogue of Life.